# Marie-Anne Bergman-Larby
Marie-Anne Bergman-Larby, född 31 juli 1907 i Halmstad, död 14 mars 1960 i Stockholm, var en svensk författare.
Bergman-Larby var dotter till ingenjören och skriftställaren Oscar Bergman. Efter språk- och målarstudier i Paris utbildade hon sig till gymnastikdirektör i Stockholm. Sin idylliska barndom i Stockholm och Stockholms skärgård har hon skildrat i barnböckerna Barna Storkben och Barna Storkben i Stan. Bergman-Larby drabbades tidigt av tuberkulos och tillbringade långa tider på sjukhus och sanatorier. Hon engagerade sig i de kroniskt sjukas situation med tidningsartiklar, bland annat i Dagens Nyheter och radioprogram, och uppmärksammade särskilt läkar–patient-relationens betydelse.